# روس مارتن
روس مارتن (بالإنجليزية: Ross Martin)‏ (و. 1920 – 1981 م) هو ممثل أفلام، وممثل مسرحي، وممثل تلفزي أمريكي، توفي عن عمر يناهز 61 عاماً، بسبب نوبة قلبية.

## التعليم
تعلم في كلية مدينة نيويورك، وتعلم في جامعة جورج واشنطن
.

## وصلات خارجية
- روس مارتن على موقع IMDb (الإنجليزية)
- روس مارتن على موقع روتن توميتوز (الإنجليزية)
- روس مارتن على موقع ألو سيني (الفرنسية)
- روس مارتن على موقع تيرنر كلاسيك موفيز (الإنجليزية)
- روس مارتن على موقع أول موفي (الإنجليزية)
- روس مارتن على موقع قاعدة بيانات برودواي على الإنترنت (الإنجليزية)
- روس مارتن على موقع قاعدة بيانات الأفلام السويدية (السويدية)
- روس مارتن على موقع إن إن دي بي (الإنجليزية)
- روس مارتن على موقع قاعدة بيانات الفيلم (الإنجليزية)
- روس مارتن على موقع كينوبويسك (الروسية)